# Miniatuur (schilderij)

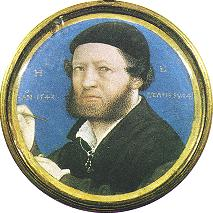
Lucas Horenbout: medaillon met zelfportret van Hans Holbein de Jonge, 1543. Doorsnede: 3.6 cm

Een miniatuur in de portretschilderkunst, niet te verwarren met een miniatuur in de boekverluchting waar het uit is ontstaan, is een klein en vaak zeer gedetailleerd kunstwerk.

## Portret
De portretten in miniatuur en ook andere miniatuurgenres (hoofse taferelen, landschappen ...), werden in het westen ontwikkeld in de 16e eeuw. Ze bestonden uit kleine portretten (later foto's) ingebed in de verschillende objecten, zoals medaillons, tafelklokken, juwelen of andere voorwerpen. Het kader van de portretten is vaak een ovaal medaillon. Een bekend schilderwerk is het heel kleine werk van Nicholas Hilliard: Jongeman tussen rozen, met een afmeting van 14 x 7 cm.
Dit type miniatuurschilderij werd uitgevoerd in verschillende technieken: olieverf op koper, tin of ivoor, gouache op perkament of karton, of sinds de achttiende eeuw waterverf of gouache op ivoor.
Grote schilders als Goya en Fragonard maakten miniatuurportretten als onderdeel van hun productie. Er waren ook schilders die zich vrijwel uitsluitend aan deze kunst wijdden. Met de opkomst van de fotografie in de 19e eeuw begon het verval van deze kunst.
- In Engeland werd het ontwikkeld als een zelfstandige kunstvorm, geïnspireerd op schilderijen van bijvoorbeeld Hans Holbein de Jonge. Nicholas Hilliard, Isaac Oliver en Samuel Cooper waren gereputeerde miniaturisten in hun tijd door de gedetailleerde en perfecte afwerking van hun schilderijtjes.

- In Frankrijk schilderde de Zwitser Jean Petitot prachtige portretten van koning Lodewijk XIV en zijn hovelingen, en Jacques Augustin en JB Isabey werden populaire miniaturisten van Napoleon I en zijn omgeving.

- Het ovale portret van aartshertog Karel II van Oostenrijk, (pretendent op de troon van Spanje tot aan de successieoorlog) is van de hand van Pere Crosells.

- Vlaanderen: Levina Teerlinc was als schilder aan het Engelse hof een befaamd 16e-eeuws miniaturiste.

## Galerij

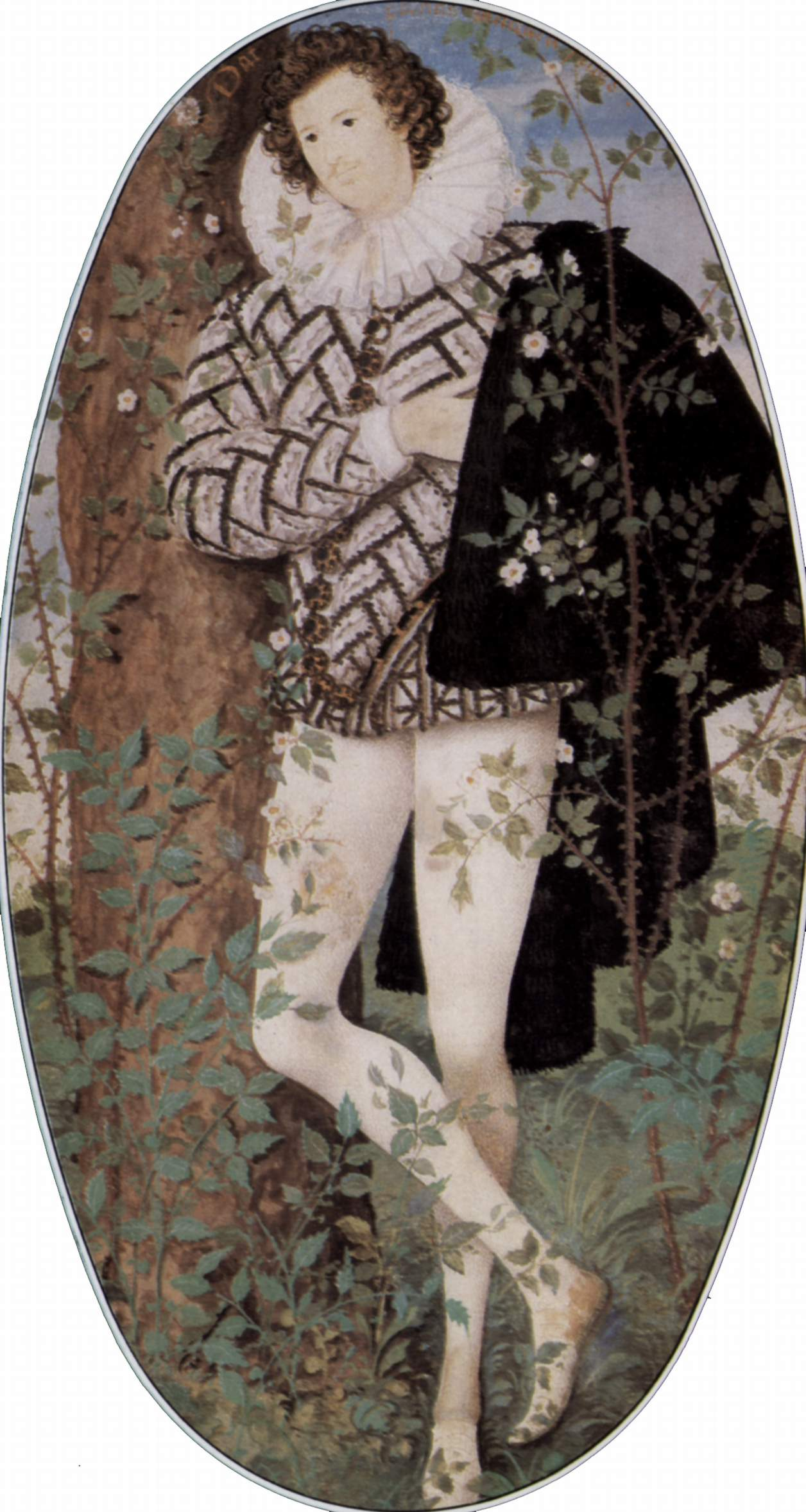
Nicholas Hilliard: Jongeman tussen rozen, ca. 1588
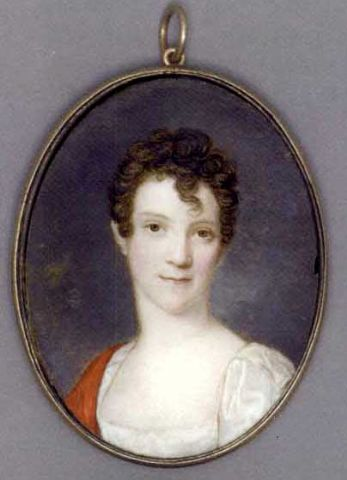
Heinrich Jacob Aldenrath: Jongedame met zijden kleed, ca. 1800
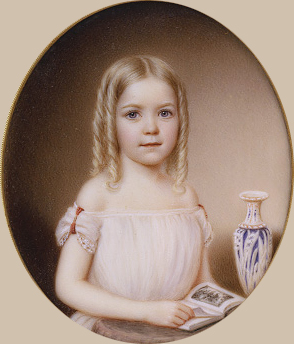
John Wood Dodge Kate Rosalie Dodge, 1854
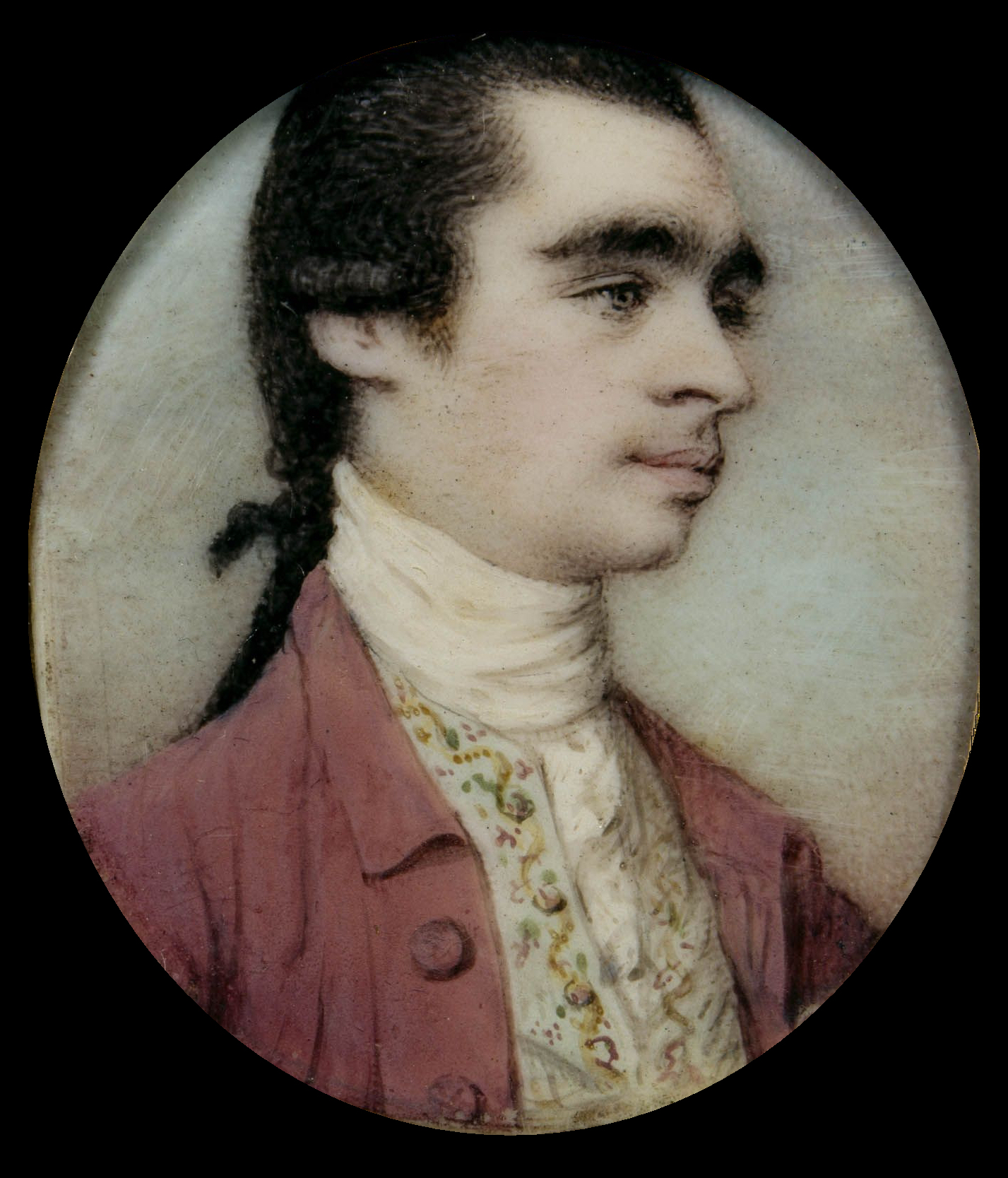
Samuel Rickards: Generaal Barker, 19e eeuw
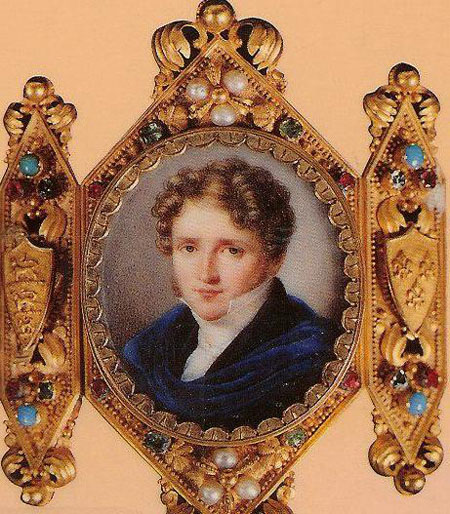
André Léon Larue ('Mansion Jeune'): Portret van Alfred de Vigny, 1826
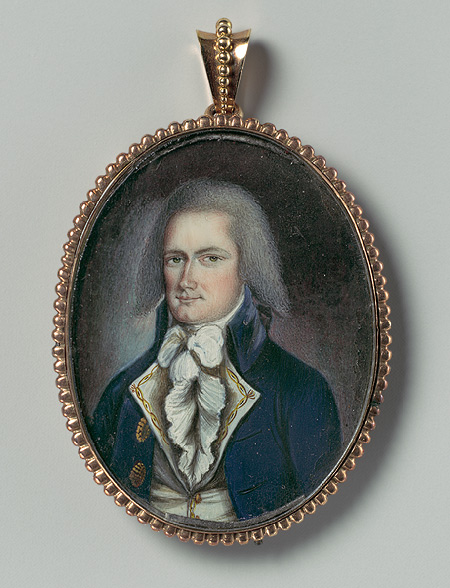
William Verstille: George Henry Remsen' (waterverf op ivoor), 1780
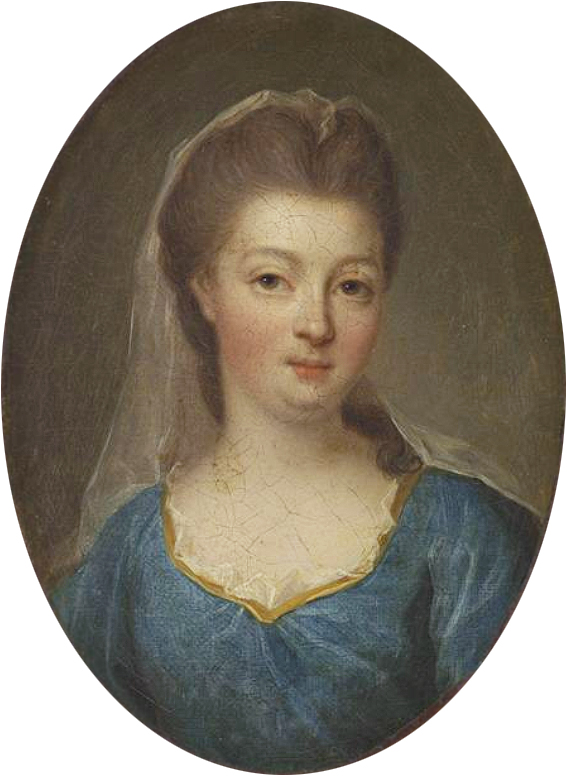
Jean Marie Ribou: Portret van de hertogin van Bourbon, ca.1776
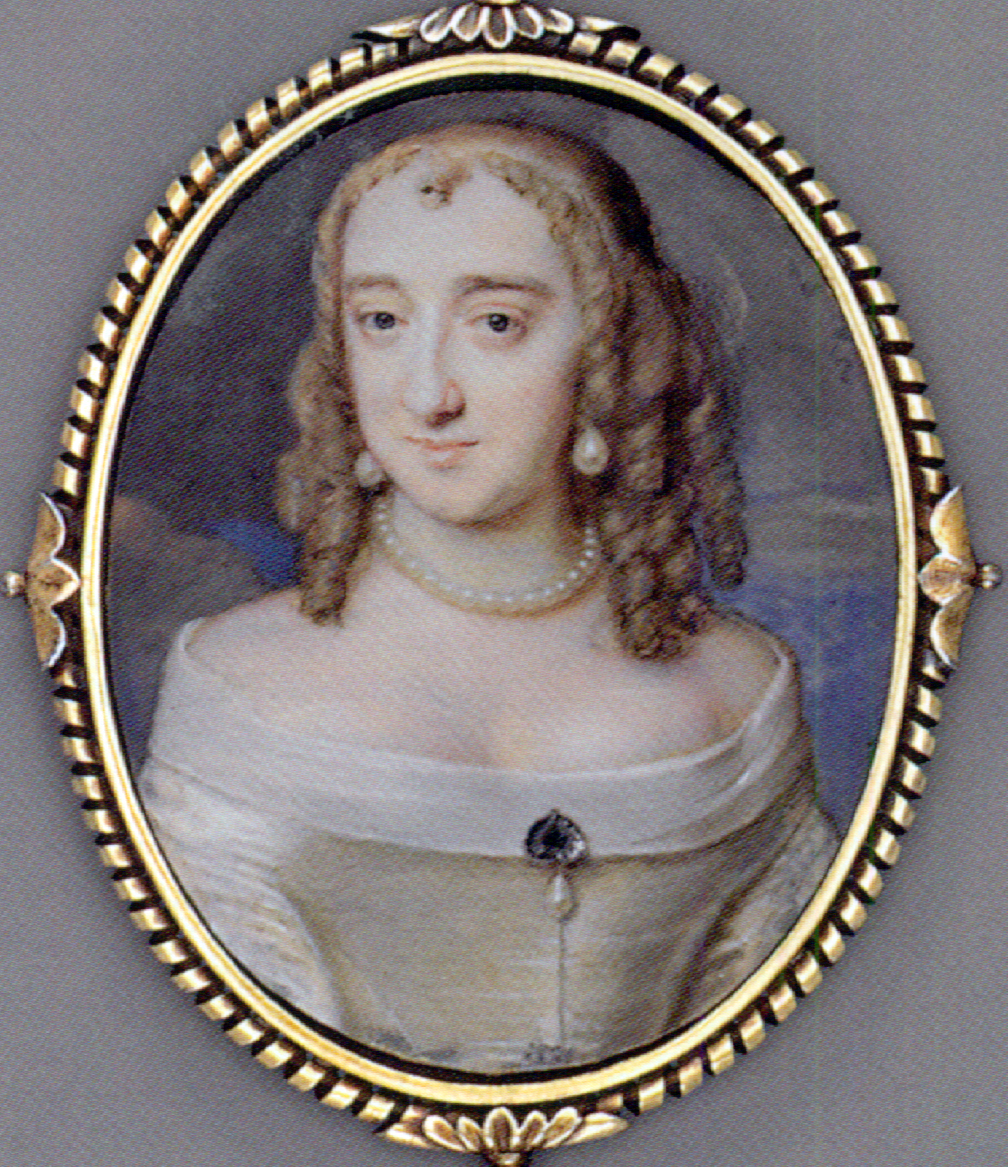
Samuel Cooper: Portret van Lady Marsham, 1650
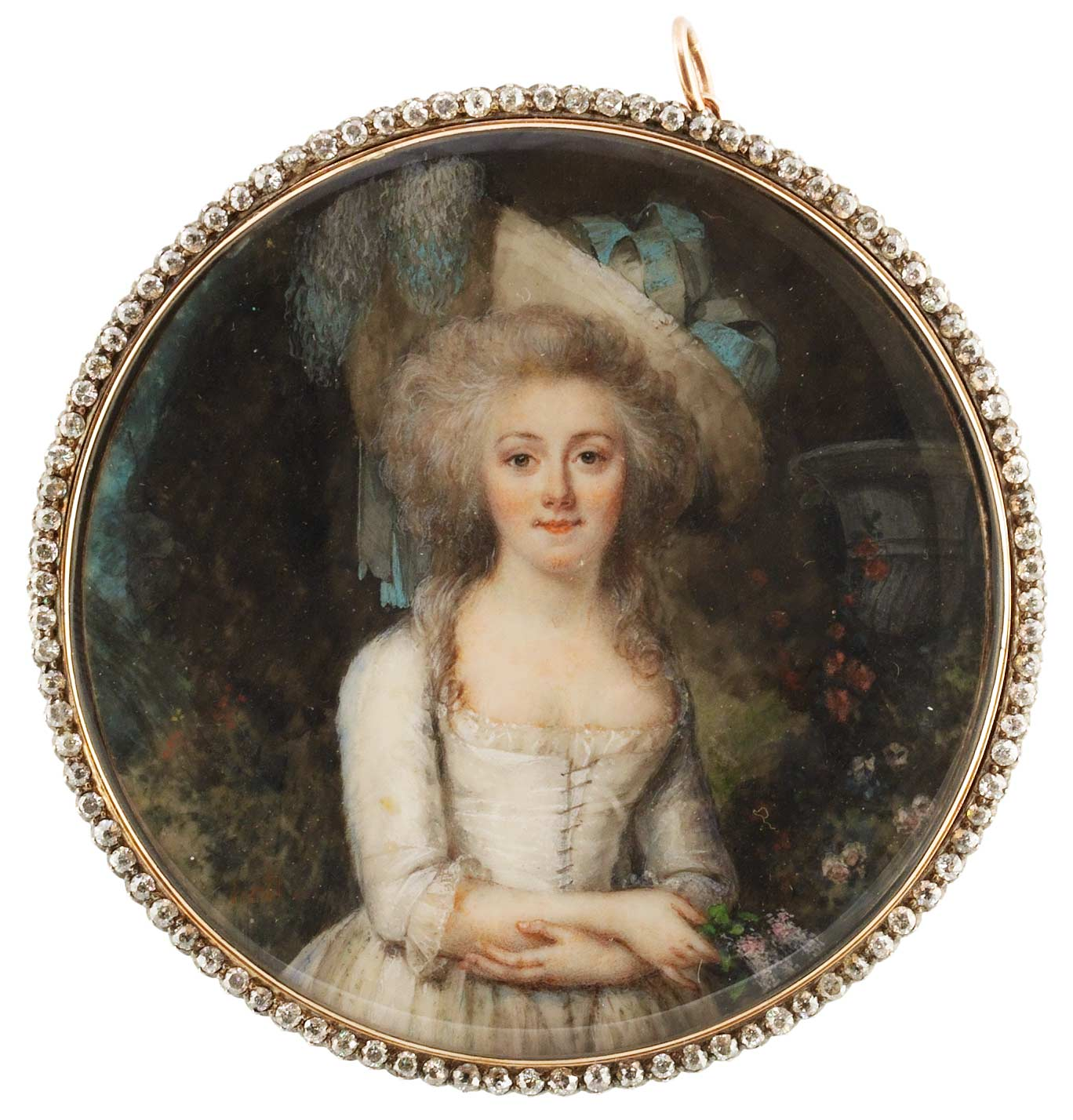
Peter Adolf Hall: Vrouw in een wit kleed (gouache op ivoor), 18e eeuw
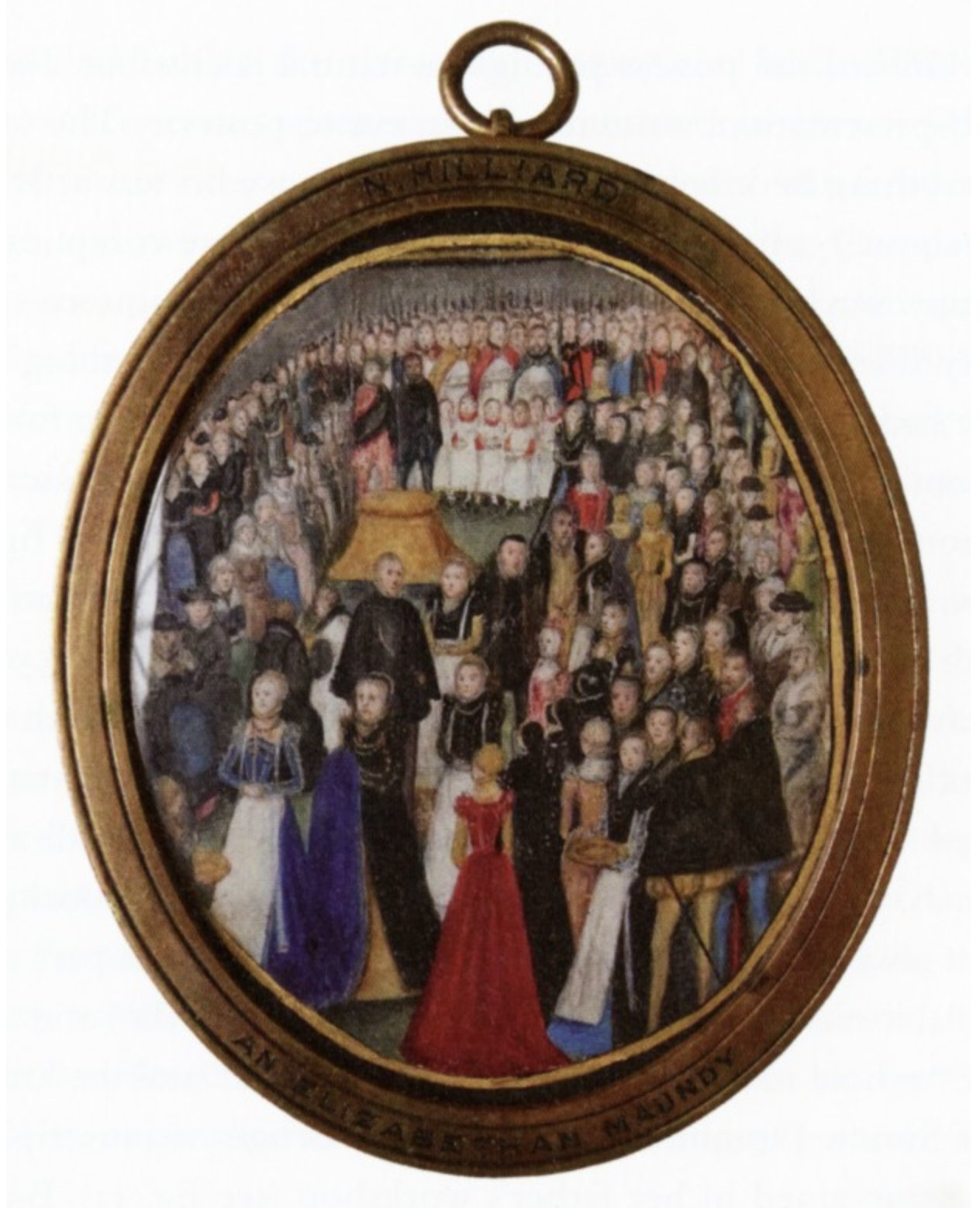
Een Elizabethaanse Maundy, miniatuur door Levina Teerlinc, ca. 1560.
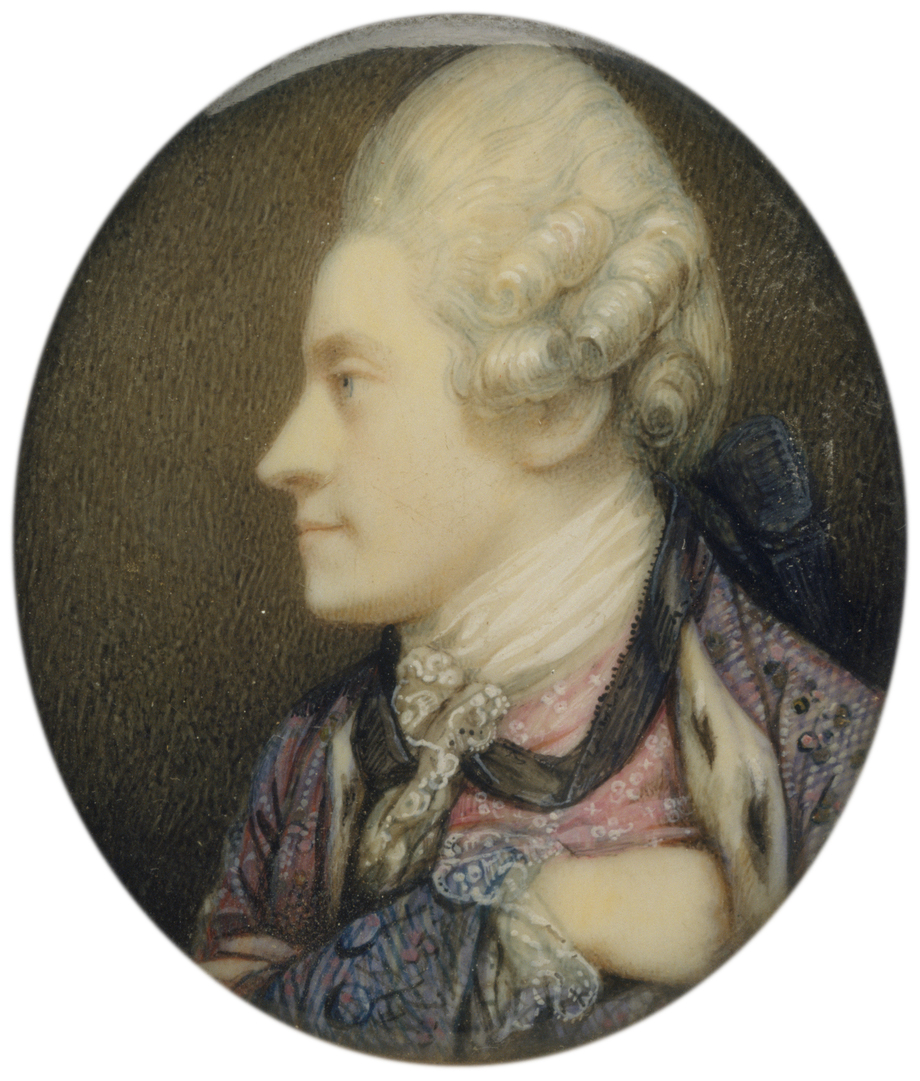
Zelfportret van Richard Cosway, ca 1770
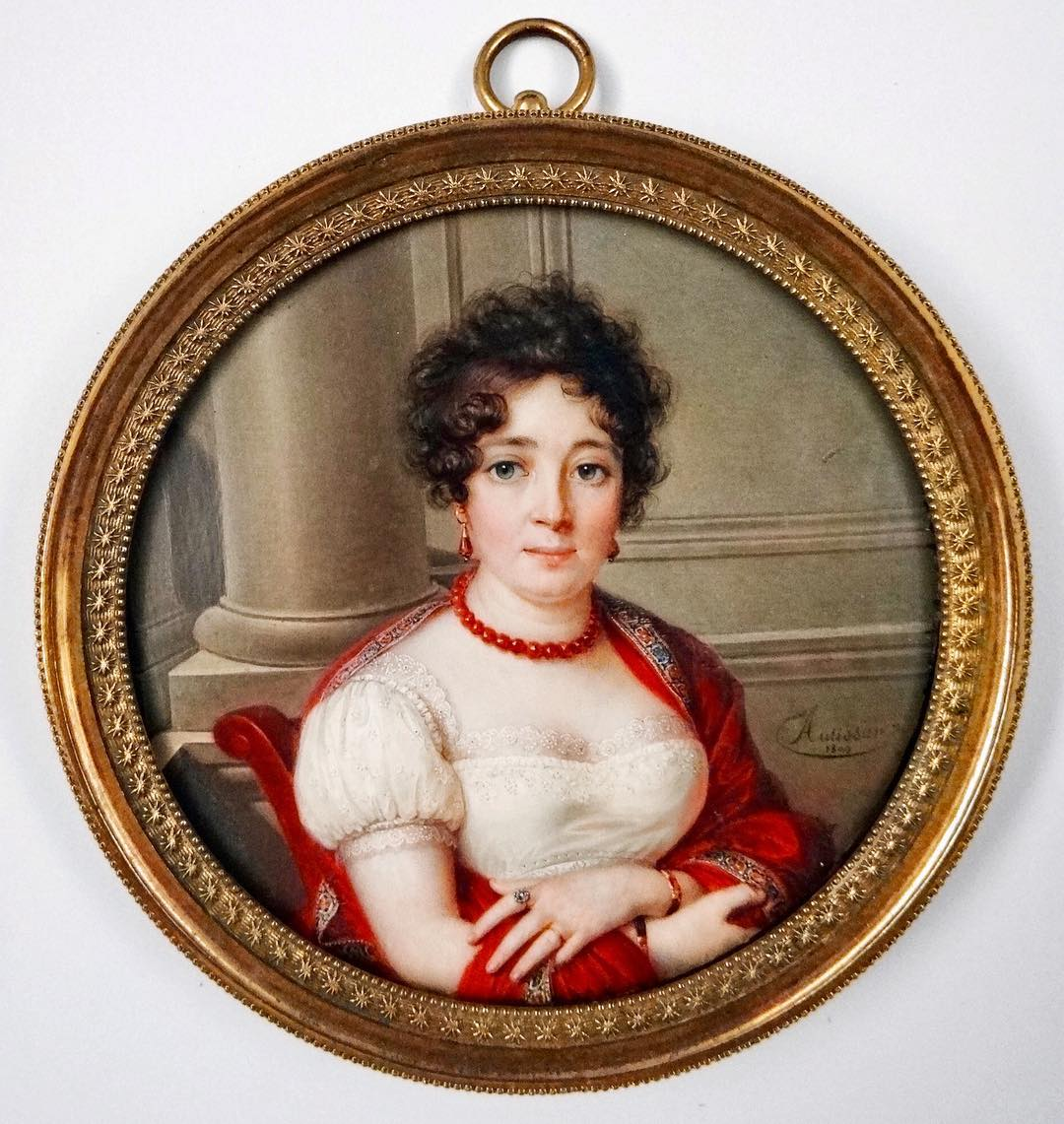
Johanna Cornelia Wattier, door L-M Autissier, ca.1809.

## Enkele bekende namen
De meeste miniaturen zijn niet gesigneerd. Hieronder volgt een chronologische lijst van miniaturisten die hun werk wel ondertekenden:
- Hans Holbein de Jonge, Duitsland, 1497-1543
- Nicolas Hilliard, Engeland, 1547-1619;
- Jean-Louis Petitot, Frankrijk, 1653-1702;
- Peter Adolf Hall, Zweden, 1739-1793;
- John Smart, Engeland, 1741-1811;
- Richard Cosway, Engeland, 1742-1821;
- François-Joseph Desvernois, actief in Frankrijk tussen 1768 en 1810;
- Jean Baptiste Isabey, Frankrijk, 1767-1855;
- Pierre Charles Cior, (Parijs, 1769 - na 1838);
- Joseph Nicolaus Peroux, Duitsland, fl. 1800;
- Jean-François Gérard, of 'Fontallard', Frankrijk , 1772-1857;
- Louis-Marie Autissier (Frankrijk, 1772-1830);[1]
- Pierre-Edouard Dagoty, actief te Bordeaux, 1775 -1871;
- Sarah Biffen, Engeland, 1784-1850;
- Moritz Michael Daffinger, Wenen, 1790-1849;
- Charles William Ross, Londen, 1794-1860;
- Daniël Nederveen, Nederland, 1811-1891;
- Frits ten Hagen, 1924-2006